# Stopień Wodny Szczytniki

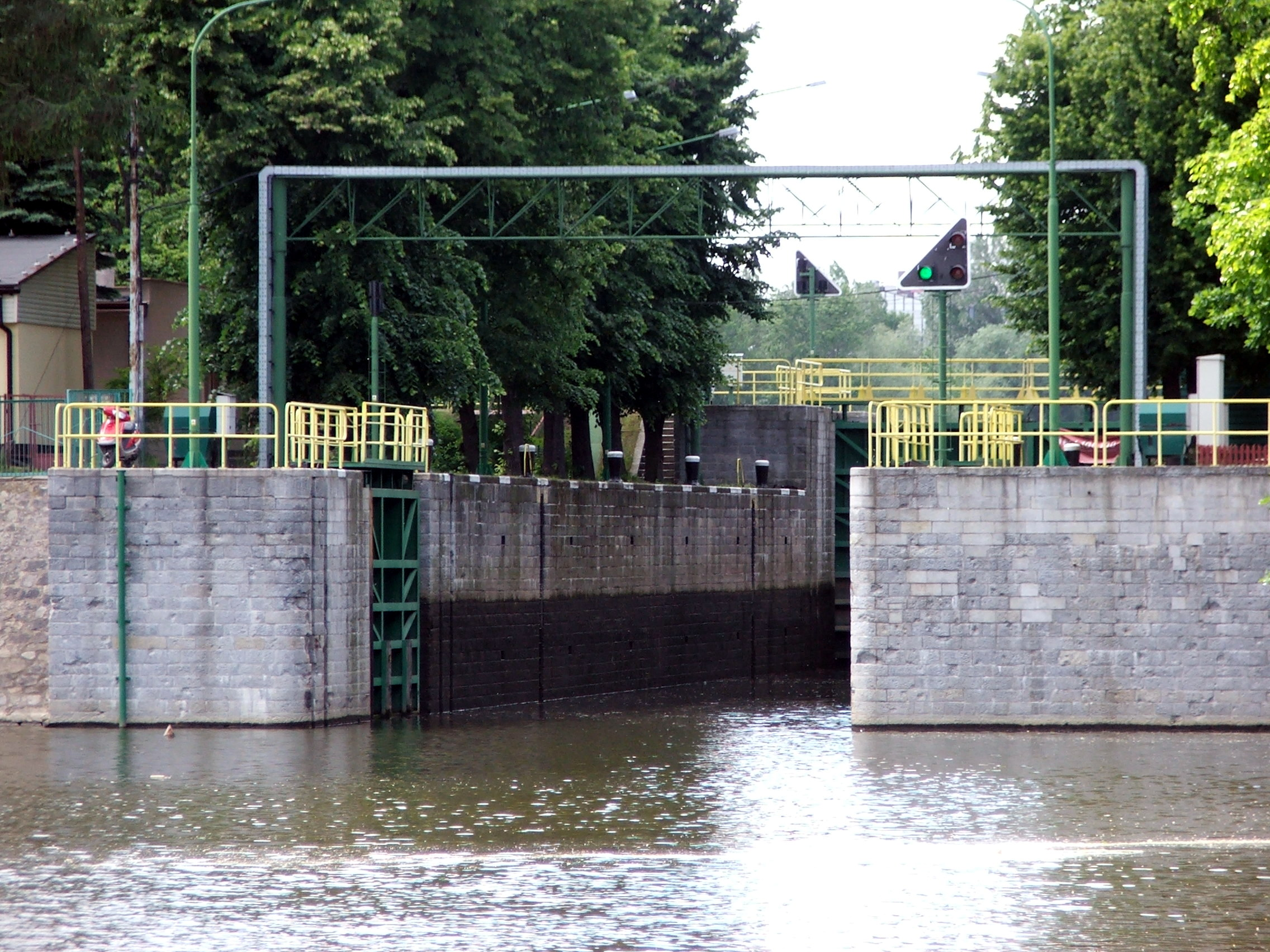
Śluza Szczytniki (stanowisko dolne)

Stopień Wodny Szczytniki – stopień wodny we Wrocławiu, będący jednym ze stopni Odrzańskiej Drogi Wodnej, na jej bocznej odnodze, tzw. Miejskiej Drodze Wodnej. Stopień piętrzy wody największej z rzek przepływającej przez miasto – rzeki Odra. Zlokalizowany jest na jej bocznym ramieniu – Starej Odrze. Obejmuje budowle piętrzące zlokalizowane w rejonie osiedla Szczytniki, Dąbie, Plac Grunwaldzki. W obrębie tego stopnia wodnego znajdują się takie budowle hydrotechniczne jak Jaz Szczytniki i Śluza Szczytniki.

## Elementy stopnia
Stopień ten składa się z dwóch podstawowych elementów hydrotechnicznych, tj. budowli piętrzących, a także budynków oraz obiektów pomocniczych i towarzyszących. Podstawowymi elementami tego stopnia są:
- Jaz Szczytniki
- Śluza Szczytniki.

Oprócz podstawowych obiektów piętrzących stopnia, wybudowano także elementy pomocnicze i towarzyszące.

## Historia
Obecny kształt Stopnia Wodnego Szczytniki jest wynikiem realizacji inwestycji, polegającej na budowie nowej drogi wodnej oraz nowego systemu zabezpieczenia przeciwpowodziowego miasta. Inwestycja prowadzona była w latach 1892–1897. Część obiektów pierwotnie istniejących na stopniu została zlikwidowana, np. slip istniejący niegdyś przy głowie dolnej śluzy. Nie wykorzystano także wybudowanej sztolni, która miała zasilać w wodę planowaną tu elektrownie wodną.
| lata | obiekt                   | wydarzenie, rodzaj robót                     |
| ---- | ------------------------ | -------------------------------------------- |
| 1555 | Jaz Szczytniki           | budowa pierwszego jazu w tym rejonie         |
| 1793 | Jaz Szczytniki           | przebudowa                                   |
| 1892 | Stopień Wodny Szczytniki | budowa – początek                            |
| 1897 | Stopień Wodny Szczytniki | budowa – koniec                              |
| 1997 | Jaz Szczytniki           | zniszczenie jazu podczas powodzi tysiąclecia |
| 2002 | Jaz Szczytniki           | odbudowa                                     |

## Nazewnictwo
W okresie powojennym, w Polsce, ukształtowało się odpowiednie nazewnictwo w odniesieniu do obiektów stopnia oraz dla obiektów towarzyszących i kanałów wodnych. Nazwy stosowane w odniesieniu do tych obiektów wywodzą się od nazwy osiedla Szczytniki, które położone jest na wschodnim brzegu Starej Odry, nieco na północ od stopnia wodnego. Dla śluzy i jazu stosuje się nazwę zgodną z nazwą Stopnia Wodnego Szczytniki: Śluza Szczytniki oraz Jaz Szczytniki. Ponieważ współcześnie istniejące obiekty stopnia powstały w czasie, gdy Wrocław przynależał do Niemiec, miały również one wcześniej swoje nazwy niemieckie.
| nazwa obecna     | inne nazwy        | nazwa niemiecka |
| ---------------- | ----------------- | --------------- |
| Jaz Szczytniki   | Jaz Zwierzyniecki | Strauchwehr     |
| Śluza Szczytniki |                   | Oberschleuse    |

## Lokalizacja stopnia

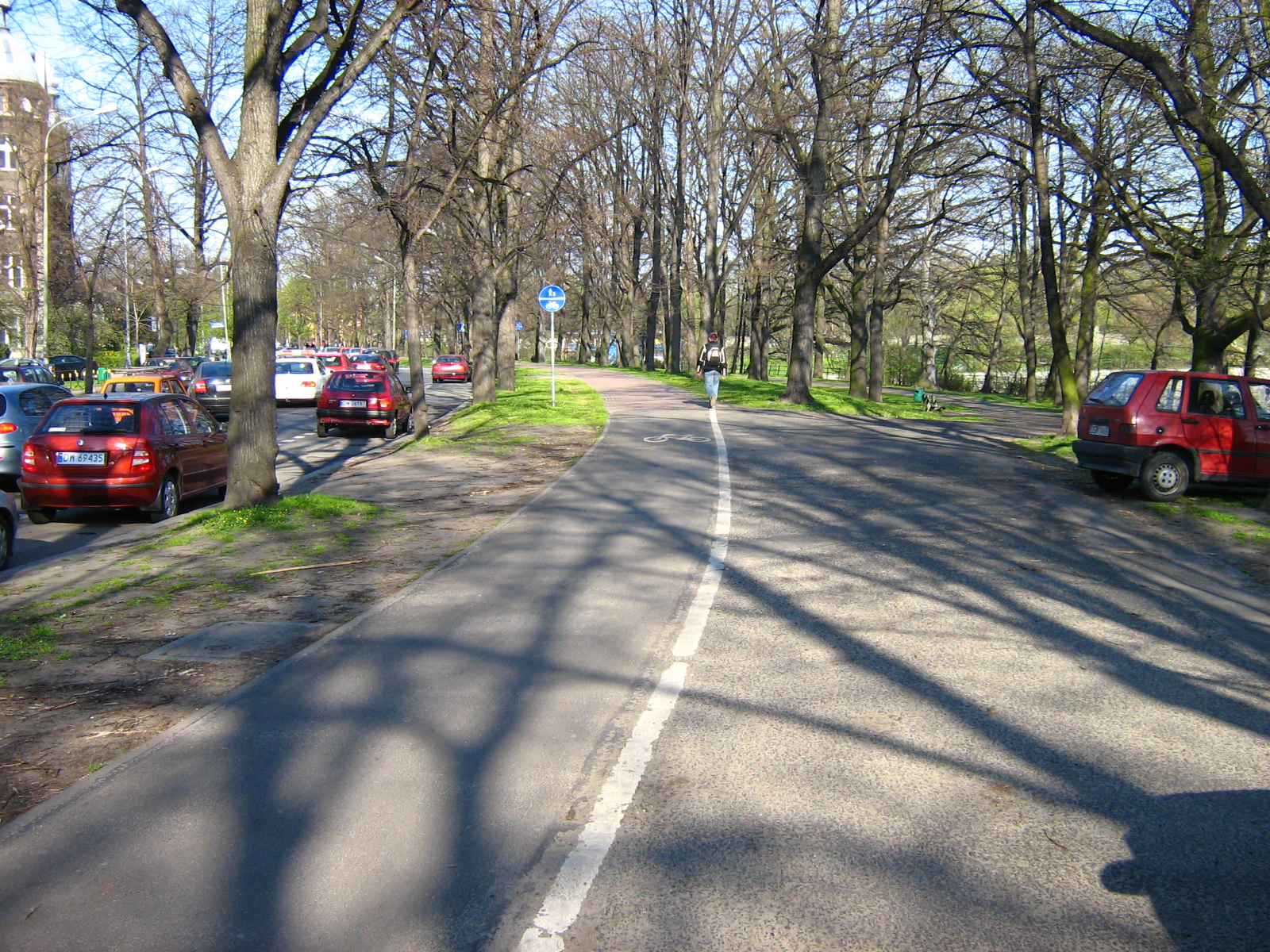
Wybrzeże Wyspiańskiego przy stanowisku dolnym śluzy

Stopnień ten obejmuje budowle piętrzące umiejscowione w dwóch ciekach wodnych: w korycie głównym ramienia rzeki nazywanego Starą Odrą oraz na bocznym kanale wodnym, tj. przekopie wykonanym dla potrzeb przeprowadzenia szlaku wodnego i budowy śluzy komorowej – Przekop Szczytnicki. Na południe, powyżej stopnia, przepływa Odra Śródmiejska w kierunku centrum miasta, za nią rozciąga się teren osiedla Rakowiec. Na północ od stopnia na lewym brzegu zlokalizowane jest osiedle Plac Grunwaldzki, na nabrzeżu przebiega ulica Wybrzeże Stanisława Wyspiańskiego, tu położony jest m.in. kompleks budynków Politechniki Wrocławskiej, a na prawym brzegu osiedle Dąbie. Tu za Groblą Szczytnicko-Bartoszowicką znajduje się Ogród Zoologiczny.
| element stopnia  | km biegu                                       | kierunek            | brzeg | przyczółek, ramię kanał | elementy pomocnicze, towarzyszące                                             |
| ---------------- | ---------------------------------------------- | ------------------- | ----- | ----------------------- | ----------------------------------------------------------------------------- |
| Jaz Szczytniki   | 0,1 km Starej Odry                             | wschodni            | prawy | Dąbie                   | język rozdzielczy – kierujący                                                 |
| Jaz Szczytniki   | 0,1 km Starej Odry                             | Stara Odra          |       |                         | język rozdzielczy – kierujący                                                 |
| Jaz Szczytniki   | 0,1 km Starej Odry                             | zachodni            | lewy  | Wyspa Szczytnicka       | język rozdzielczy – kierujący                                                 |
| Śluza Szczytniki | 250,25 km Odry 0,25 km Przekopu Szczytnickiego | południowo-wschodni | prawy | Wyspa Szczytnicka       | przystanie w awanporcie górnym i dolnym, budynki administracyjne i techniczne |
| Śluza Szczytniki | 250,25 km Odry 0,25 km Przekopu Szczytnickiego | Przekop Szczytnicki |       |                         | przystanie w awanporcie górnym i dolnym, budynki administracyjne i techniczne |
| Śluza Szczytniki | 250,25 km Odry 0,25 km Przekopu Szczytnickiego | północno-zachodni   | lewy  | Plac Grunwaldzki        | przystanie w awanporcie górnym i dolnym, budynki administracyjne i techniczne |

## Miejsce w układzie funkcjonalnym
Wrocław położony jest nad skanalizowanym odcinkiem rzeki Odra, co oznacza, że Stopień Wodny Szczytniki jest jednym z całego ciągu stopi utrzymujących wymagany poziom wody na rzece:
- poprzednim stopniem wodnym jest Stopień Wodny Opatowice
- równorzędnie na Odrze Śródmiejskie położony jest Piaskowy Stopień Wodny, a za nim Mieszczański Stopień Wodny[e]
- następnym stopniem wodny jest Stopień Wodny Psie Pole

Szlak wodny prowadzący przez Stopień Wodny Szczytniki jest drogą wodną, w rozumieniu odpowiednich przepisów prawa, tj. rozporządzenia Rady Ministrów w sprawie śródlądowych dróg wodnych – wykaz śródlądowych dróg wodnych; został on ujęty w wykazie śródlądowych dróg wodnych stanowiącym załącznik do tego rozporządzenia, tzw. Odrzańską Drogą Wodną, będąca elementem międzynarodowej drogi wodnej E–30. Jest to jednak szlak boczny dla tej drogi wodnej, spełniającej wymagania jedynie II klasy drogi wodnej o znaczeniu regionalnym.

## Obiekty podstawowe
Obiekty podstawowe stopnia to obiekty utrzymujące odpowiedni, założony poziom piętrzenia na stopniu oraz realizujące inne, konkretne funkcje, do których dana budowla jest przeznaczona. Spad na stopniu dla normalnego poziomu piętrzenia wynosi: 2,05 m.
| nazwa            | ramię, kanał        | rodzaj      | data powstania | podstawowe dane                                  |
| ---------------- | ------------------- | ----------- | -------------- | ------------------------------------------------ |
| Jaz Szczytniki   | Stara Odra          | jaz         | 1897           | przęsła: 1 × 45,0 m; zamknięcia: powłokowe       |
| Śluza Szczytniki | Przekop Szczytnicki | śluza wodna | 1897           | wymiary: 55,0 × 9,6 m; zamknięcia: wrota wsporne |

## Pozostałe obiekty
Wśród obiektów uzupełniających i towarzyszących zrealizowanych w obrębie stopnia wymienić należy:
- Przekop Szczytnicki i Wyspa Szczytnicka
- przystanie w awanporcie górnym i dolnym[10]
- budynki administracyjne i techniczne
- języki rozdzielcze Starej Odry i Przekopu Szczytnickiego, wraz z umocnieniami brzegów.

Za stopniem (za stanowiskiem dolnym stopnia), na prawym brzegu rzeki, przy Grobli Szczytnicko–Bartoszowickiej, położona jest Przystań Zwierzyniecka.